# Roberto Rosetti
Roberto Rosetti (né le 18 septembre 1967 à Pecetto Torinese, au Piémont) est un arbitre de football italien. Il est international depuis 2002.

## Biographie
Roberto Rosetti parle couramment l’italien, l’anglais et le français.
Outre l’arbitrage, Rosetti travaille comme directeur d’hôpital et aime lire et jouer au tennis, ainsi qu'aux échecs.
Sa carrière a commencé en 1983. Son premier match de Serie A était lors de la saison 1996-1998. Il est devenu arbitre de la FIFA en 2002.
Roberto Rosetti a participé à la Coupe du monde 2006, à laquelle il a été invité à la dernière minute, remplaçant Massimo De Santis, impliqué dans l'affaire des matches truqués du Calcio. Durant la compétition, il a été assisté de Cristiano Copelli et de Alessandro Stagnoli. Il y a dirigé quatre rencontres, dont un huitième de finale opposant la France à l'Espagne.
Rosetti a arbitré, le 30 avril 2008, la demi-finale de la Ligue des champions opposant Chelsea à Liverpool à Stamford Bridge. Sa prestation a été largement applaudie dans les médias britanniques.
Il a été sélectionné pour participer à l'Euro 2008, dont il a arbitré le match d'ouverture et la finale.
Il a également arbitré la demi-finale de la Ligue des champions opposant le Bayern de Munich à Lyon le 21 avril 2010.
Roberto Rosetti a arbitré durant la Coupe du monde de football de 2010. En huitième de finale, il accorde le premier but argentin alors que le marqueur, Carlos Tévez, se trouvait en position de hors-jeu. S'enquérant ensuite devant les protestations mexicaines auprès de Nicola Ayroldi, son compatriote juge de touche, de la validité du but, il ne déjuge pas ce dernier malgré les écrans géants remontrant aux spectateurs de la rencontre l'évidence de la passe non licite. En cela, il se montre scrupuleusement respectueux du règlement qui, proscrivant tout usage de la vidéo, laisse les arbitres seuls décisionnaires.
Au cours de sa carrière, il fut élu à quatre reprises meilleur arbitre de la série A : 2006, 2007, 2008, 2009
Roberto Rosetti arrête sa carrière arbitrale à 43 ans, juste après la Coupe du monde 2010.
En 2011, il publie un livre évoquant sa carrière et l'arbitrage en général : Nessuno parla dell'arbitro
Il devient ensuite observateur d'arbitres de l'UEFA et dans le cadre de la promotion de jeunes arbitres FIFA, il est nommé en 2014, mentor de l'arbitre français Clément Turpin.
Il participe également à des formations d'arbitres de haut niveau en Russie, afin d'aider la fédération Russe de Football à disposer d'arbitres reconnus sur la scène internationale pour la Coupe du monde 2018.
Le 1er août 2018, il est nommé comme responsable de la commission des arbitres de l'UEFA, succédant à la légende italienne Pierluigi Collina en poste depuis 8 ans.